# Tonico Pereira
Pour les articles homonymes, voir Pereira.
Tonico Pereira, nom de scène d'Antonio Carlos de Sousa Pereira, né à Campos dos Goytacazes (État de Rio de Janeiro, au Brésil) le 22 juin 1948, est un acteur brésilien.

## Filmographie partielle

### Au cinéma
- 1975 : As Aventuras Amorosas de Um Padeiro
- 1976 : Crueldade Mortal : Nozinho
- 1978 : A Lira do Delírio
- 1978 : La Chute (A Queda)
- 1979 : República dos Assassinos : Carlinhos
- 1979 : O Coronel e o Lobisomem
- 1984 : Nunca Fomos Tão Felizes : Policial
- 1984 : Memórias do Cárcere : Desidério
- 1985 : O Rei do Rio
- 1986 : O Homem da Capa Preta : Bereco
- 1987 : Ele, o Boto
- 1987 : Running Out of Luck : Truck Driver
- 1987 : Romance da Empregada
- 1988 : Dedé Mamata : Jacques
- 1988 : Fábula de la Bella Palomera
- 1990 : Corpo em Delito
- 1990 : Círculo de Fogo
- 1990 : O Quinto Macaco : Second Man
- 1991 : Vai Trabalhar, Vagabundo II : Palhaço
- 1991 : A Grande Arte : Rafael
- 1994 : Erotique : (segment "Final Call")
- 1994 : Era Uma Vez... : Rei Turíbio
- 1995 : Menino Maluquinho: O Filme : Motorista
- 1997 : O Cego que Gritava Luz : Dimas / Pedro
- 1997 : O Guarani : Aires
- 1997 : Guerra de Canudos : Coronel Moreira César
- 1998 : Como Ser Solteiro
- 1998 : Policarpo Quaresma, Herói do Brasil : Bustamante
- 1998 : Le Premier Jour ou Minuit (O Primeiro Dia ou Meia notte) de Walter Salles et Daniela Thomas : Carcereiro
- 1998 : Traição : Jordão
- 1999 : No Coração dos Deuses : Cirineu
- 2000 : A Hora Marcada : Beltrano
- 2001 : Copacabana : Raimundo
- 2001 : Caramuru - A Invenção do Brasil : Itaparica
- 2002 : Querido Estranho : Manoel
- 2003 : Clandestinidade
- 2003 : Maria, Mãe do Filho de Deus : Herodes
- 2004 : Um Show de Verão : Seu Cisco
- 2004 : Quase Dois Irmãos : Head of Prison
- 2004 : Le Rédempteur (Redentor) : Delegado
- 2005 : O Veneno da Madrugada : Barbeiro
- 2005 : O Coronel e o Lobisomem : Nonô Padilha
- 2006 : Brasília 18% : Emílio de Menezes
- 2006 : Vestido de Noiva
- 2007 : A Grande Família: O Filme : Mendonça
- 2007 : Saneamento Básico, O Filme : Antônio
- 2008 : Romance
- 2010 : O Bem-Amado : Vladmir
- 2011 : Assalto ao Banco Central : Doutor
- 2011 : O Palhaço : Beto / Deto
- 2012 : Cores
- 2013 : Mahjong : Old Man
- 2013 : Se Puder... Dirija!
- 2014 : Vestido Pra Casar : Belisário
- 2014 : Rio, I Love You (Rio, Eu Te Amo), film à sketches brésilien, segment « O Vampiro do Rio » de Im Sang-soo :Fernando
- 2015 : Entrando Numa Roubada : João
- 2016 : O Homem na Caixa : Carcereiro (terminé)
- 2016 : Os Incontestáveis : Lobo (en post-production)
- 2016 : Protodeus : Dmitri Mikhailov (en production)

### À la télévision
- 1997 : Minuit de Walter Salles et Daniela Thomas (téléfilm)
- 2001 : Porto dos Milagres (telenovela)
- 2002 : Desejos de Mulher (telenovela)